# 护国菜
护国菜是潮州菜的代表名菜之一，材料非常简单，是用叶菜配以草菇、上汤煨制而成的。

## 起源
名字由来的传说：相传南宋末，元军进犯，宋室风雨飘摇，赵昺随大军撤退，到了潮州府潮阳縣的一间寺庙歇脚，寺中和尚见他疲乏饥渴，却苦于寺中无物可炊，便拣些野叶菜为他做了一碗即席羹汤，皇帝吃后赞不绝口，赐名为“护国菜”。

## 作法
现在的护国菜自明朝以来通常是用番薯葉，然而南宋期间中国尚未有番薯，番薯是明代16世纪期間由西班牙商船於菲律賓引入。潮阳縣僧侣当时可能用苋菜、菠菜、蕹菜、珍珠菜或其他叶菜煮汤，而且任何一种也可以取代番薯叶。最正宗的确只用菜叶、菇、和蔬菜汤料煮制。

## 演化
無論在潮汕還是在其他地方，餐廳供應的護國菜大多數都不是全綠色的，而是無論味道和賣相都比較合現代食客口味的「太極版」護國菜。